# Alfons Proske

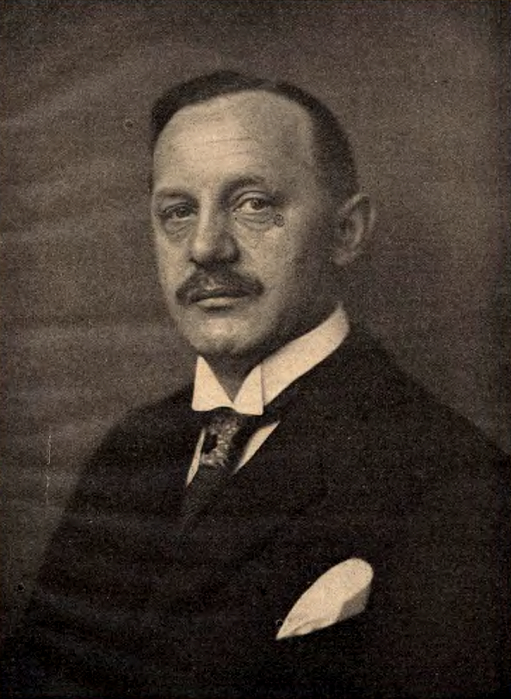
Proske ca. 1928

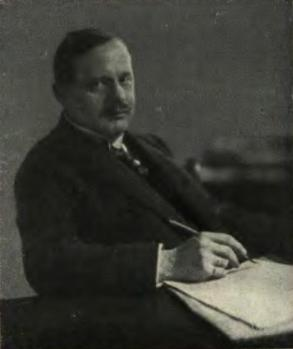
Alfons Proske

Alfons Proske (* 12. Januar 1881 in Ratibor in Oberschlesien; † 7. August 1950 in Freiburg im Breisgau) war ein deutscher Verwaltungsjurist.

## Leben und Beruf
Nach bestandenem juristischen Staatsexamen und anschließender Referendarzeit wirkte Proske von 1910 bis 1920 als besoldeter Stadtrat (Zentrum) in Ratibor. Ab 1920 war er als Oberpräsidialrat am Oberpräsidium im schlesischen Breslau beschäftigt.
1923 wurde er zum Ober- und Regierungspräsidenten der Provinz Oberschlesien mit Sitz in Oppeln ernannt. Bis zu seiner Ablösung durch den Hindenburger Oberbürgermeister Hans Lukaschek im Jahr 1929 war Proske sehr um den Aufbau einer eigenständigen Entwicklung Oberschlesiens bemüht. Die Universität Breslau ernannte ihn zum Ehrensenator.
1929–33 wirkte er als Kurator der Universität Bonn, wo er nach der Machtergreifung der Nationalsozialisten beurlaubt und 1934 außer Dienst gestellt wurde. Nach Kriegsende wurde er noch Richter am Amtsgericht Freiburg im Breisgau.
Er war Ehrenmitglied der katholischen Studentenverbindungen KDStV Winfridia (Breslau) Münster, KDStV Staufia Bonn, KDStV Ripuaria Bonn und KDStV Novesia Bonn.